# Alive and Kicking
Alive and Kicking (spanischer Originaltitel: Los espabilados) ist eine spanische Drama-Serie, die auf dem Roman Was ich dir sagen werde, wenn ich dich wiedersehe von Albert Espinosa basiert. Albert Espinosa, der auch die katalanische Serie Pulseras rojas geschaffen hat, die in Deutschland als Club der roten Bänder adaptiert wurde, zeichnet bei dieser Serie als Schöpfer und Drehbuchautor verantwortlich. In Spanien fand die Premiere der Serie am 29. Januar 2021 auf Movistar+ statt. Im deutschsprachigen Raum fand die Premiere der Serie am 27. April 2021 auf dem FOX Channel statt.
An einer zweiten und abschließenden Staffel wird gearbeitet.

## Handlung
Die vier Jugendlichen Mickey, Yeray, Sam und Guada wurden auf der Insel Menorca in einer geschlossenen psychiatrischen Klinik weggesperrt. Ihre Diagnosen sind vielfältig: Aufmerksamkeitsdefizitstörung, Obsessivität, bipolare Störung, Angstattacken und soziopathische Tendenzen. Aufgrund ihrer psychischen Krankheiten haben sie mit großen Herausforderungen zu kämpfen, haben aber dennoch die gleichen Wünsche und Träume wie ihre Altersgenossen. Sie haben genug von den Restriktionen der psychiatrischen Klinik und sind fest entschlossen, ihrem Alltag aus strengen Regeln, zähen Therapiesitzungen und heftigen Medikamenten zu entfliehen. Trotz ihrer klinischen Diagnosen begegnen die vier Jugendlichen dem Leben mit Mut und Humor und sie begreifen, dass es die Gesellschaft ist, die sie krank und verrückt macht. Ihnen gelingt die Flucht aus der psychiatrischen Klinik und sie machen sich auf den Weg, um den verloren geglaubten Bruder von Mickey zu finden. Auf ihrer Reise, die vielmehr eine Flucht ist, werden sie tagtäglich mit ihren Krankheiten konfrontiert. Doch es gelingt ihnen gemeinsam an den vielen Herausforderungen zu wachsen, die Probleme zu überwinden und ihre persönlichen Stärken zu entdecken. 
Der von Dr. del Álamo eingesetzte Privatdetektiv Izan ist den vieren währenddessen dicht auf den Fersen und eine atemlose Verfolgungsjagd beginnt. Und so stellt sich die Frage, ob die Ausreißer jemals ihr Ziel Ischia erreichen werden. Doch in all dem Trubel und bei all diesen Herausforderungen bleibt eins gewiss, bei dieser abenteuerlichen Reise lernen nicht nur die vier Jugendlichen etwas dazu, sondern auch die Menschen, denen sie begegnen. Der Zuschauer taucht in die spannende Gefühls- und Gedankenwelt von jedem einzelnen Protagonisten ein.

## Produktion
Am 18. September 2019 kündigte Movistar+ die Entwicklung der Serie an, die auf dem Roman Was ich dir sagen werde, wenn ich dich wiedersehe von Albert Espinosa basiert, der zugleich die Serie entwickelt hat. Die Dreharbeiten für die Serie begannen am 14. Oktober 2019 in Barcelona. Weitere Drehorte waren die spanische Insel Menorca und die italienische Insel Ischia in Neapel sowie die französische Stadt Céret. Am 5. November 2019 wurde bekannt, dass der Schauspieler Miki Esparbé Teil der Besetzung ist. Im Dezember 2019 wurde mitgeteilt, dass die Hauptrollen mit den bis dahin unbekannteren Schauspielern Álvaro Requena, Marco Sanz, Sara Manzano, Aitor Valadés und Héctor Pérez besetzt wurden. Daneben wurde bekannt, dass die siebenteilige erste Staffel von Albert Espinosa geschrieben wurde und unter der Regie von Roger Gual entsteht.
Das US-Magazin Variety berichtete am 13. Oktober 2020, dass die Serie zu den 15 am meisten ersehnten internationalen Drama-Serien auf der MIPCOM-Messe 2020 gehört und nennt sie damit als einzige spanische Serie in dieser Kategorie. Am 16. Oktober 2020 gab Movistar+ bekannt, dass die Serie im Januar 2021 auf der Plattform und auf ihrem TV-Sender #0 Premiere haben wird. Albert Espinosa teilte am 15. Dezember 2020 mit, dass er bereits die Drehbücher für eine zweite und abschließende Staffel geschrieben hat. Am 3. November 2020 veröffentlichte Movistar+ das erste Werbeplakat zur Serie und am 4. Januar 2021 erfolgte die Veröffentlichung des Trailers über die Sozialen Netzwerke.

## Besetzung und Synchronisation
Die deutsche Synchronisation entstand nach den Dialogbüchern sowie unter der Dialogregie von Marc Boettcher durch die Synchronfirma Hermes Synchron in Potsdam.
| Figur           | Darsteller     | Deutscher Sprecher |
| --------------- | -------------- | ------------------ |
| Mickey L'Angelo | Álvaro Requena | Oliver Szerkus     |
| Yeray           | Marco Sanz     | Marco Eßer         |
| Guada           | Sara Manzano   | Sarah Alles        |
| Samuel          | Aitor Valadés  | Matti Östen Solvik |
| Lucas           | Héctor Pérez   | Emil Graf          |
| Izan            | Miki Esparbé   | Simon Derksen      |

| Figur           | Darsteller      | Deutscher Sprecher |
| --------------- | --------------- | ------------------ |
| Dr. del Álamo   | Àlex Brendemühl | Thomas Schmuckert  |
| Dr. Sánchez     | Bruno Sevilla   | Jeremias Koschorz  |
| Elsa            | Marta Torné     | Lydia Morgenstern  |
| George          | Juan Margallo   | Axel Lutter        |
| Verena          | Hanna Schygulla | Hanna Schygulla    |
| Bruder von Izan | Noah Manni      | Konrad Bösherz     |
| Twist           | Rym Gallardo    | Philippa Jarke     |

| Figur                        | Darsteller      | Deutscher Sprecher |
| ---------------------------- | --------------- | ------------------ |
| Pflegerin Esther             | Clara de Ramon  | Antje Thiele       |
| Päderast                     | Marc Rodríguez  | Armin Schlagwein   |
| Oma von Guada                | Àngela Jove     | Sonja Deutsch      |
| Älterer dementer Patient     | Andreu Benito   | Freimut Götsch     |
| Rothaariger Junge            | Eric Ribera     | Nicolas Rathod     |
| Freund vom rothaarigen Junge | Pancho Gorgojo  | Tom Ferenc         |
| Vater vom rothaarigen Junge  | Paul Berrondo   | Stefan Bergel      |
| Golan                        | Joel Quesada    | Carlos Fanselow    |
| Polizist                     | Álex Casteleiro | Sven Brieger       |
| David                        | Daniel Sicart   | Fabian Hollwitz    |

## Episodenliste
| Nr. | Deutscher Titel                                                            | Originaltitel                                                 | Erstausstrahlung Spanien | Deutschsprachige Erstveröffentlichung (D/A/CH) | Regie      | Drehbuch        |
| --- | -------------------------------------------------------------------------- | ------------------------------------------------------------- | ------------------------ | ---------------------------------------------- | ---------- | --------------- |
| 1 | Liebe dein Chaos                                                           | Ama tu caos                                                   | 29. Jan. 2021            | 27. Apr. 2021                                  | Roger Gual | Albert Espinosa |
| Mickey L'Angelo, Samuel und Guada bilden eine Gruppe von Jugendlichen, die in einer psychiatrischen Klinik eingesperrt sind. Dort wird ihr Leben streng durch Regeln, Medikamente und den fragwürdigen Therapien von Dr. del Álamo bestimmt. Yeray wird widerwillig ins Krankenhaus eingeliefert und teilt sich ein Zimmer mit dem fast katatonischen Lucas. Sam und Mickey kommen mit dem Neuankömmling überhaupt nicht zurecht, wodurch sie mit Dr. del Alamo in Konflikt geraten. Durch ein Treffen zwischen Yeray und dem Arzt gelingt es der Gruppe zu fliehen. Zu viert nehmen sie Kurs auf Mahón. |                                                                            |                                                               |                          |                                                |            |                 |
| 2 | Such nicht, lass dich finden                                               | Busca menos y déjate encontrar más                            | 29. Jan. 2021            | 4. Mai 2021                                    | Roger Gual | Albert Espinosa |
| Trotz der Streitigkeiten zwischen ihnen, gelingt es der Gruppe, die Fähre zu besteigen, die zwischen Menorca und Barcelona pendelt. Sie haben die erste Station während ihrer Flucht in Richtung Freiheit passiert. Während das Klinikpersonal verzweifelt nach der Gruppe sucht, beauftragt Dr. del Álamo den auf entlaufenen Kinder spezialisierten Privatdetektiv Izan. Dieser fordert Lucas, der zurückgeblieben ist, auf, ihm bei der Suche zu helfen. |                                                                            |                                                               |                          |                                                |            |                 |
| 3 | Keine Angst vorm Leben, nichts haut uns um!                                | La vida siempre te golpea pero nunca te noquea                | 29. Jan. 2021            | 11. Mai 2021                                   | Roger Gual | Albert Espinosa |
| In Barcelona beschließt Mickey, dass es die beste Option sei, nach Ischia zu reisen, wo sein Bruder ist. Guada willigt ein, will aber zuerst ihre Großmutter im Krankenhaus besuchen. Auch Sam willigt ein, will aber Guada begleiten. Yeray hingegen zieht es vor, alleine zu bleiben, beschließt aber angetrieben von seiner Rivalität mit Mickey, noch ein wenig länger bei der Gruppe zu bleiben. Izan findet heraus, dass die Gruppe in Barcelona ist, und überredet die Ärzte, dass sie Lucas aus dem Krankenhaus entlassen, damit dieser helfen kann, seine Freunde zu finden.                    |                                                                            |                                                               |                          |                                                |            |                 |
| 4 | Mit Speck fängt man Mäuse                                                  | La luz atrae a los lobos                                      | 5. Feb. 2021             | 18. Mai 2021                                   | Roger Gual | Albert Espinosa |
| Sam überredet Mickey, bei ihm zu Hause vorbeizuschauen, um seinen Hund Darko zu besuchen und sich mit Vorräten einzudecken. Dort genießen sie einen Moment der Stille, während Izan seine Suche in Begleitung von Lucas fortsetzt, der sich als nützlich erweist, um Informationen über die anderen in Erfahrung zubringen. |                                                                            |                                                               |                          |                                                |            |                 |
| 5 | Ein Lächeln gegen Fäuste                                                   | Devuelve puñaladas con sonrisas                               | 5. Feb. 2021             | 25. Mai 2021                                   | Roger Gual | Albert Espinosa |
| Der Gruppe gelingt es, in einen Zug zu steigen und ihre Reise fortzusetzen, aber die Polizei weiß davon und plant, ihn abzufangen. Yeray entscheidet sich, allein zu bleiben und verlässt die Gruppe in der Überzeugung, dass es ihm besser gehen wird. |                                                                            |                                                               |                          |                                                |            |                 |
| 6 | Wenn du die verletzt, die du einmal geliebt hast, wirst du darunter leiden | Herir a los que amaste es incumplir tus propias promesas      | 12. Feb. 2021            | 1. Juni 2021                                   | Roger Gual | Albert Espinosa |
| Mickey, Lucas und Guada fahren per Anhalter weiter die Straße entlang. Guada macht sich Sorgen um Yeray, aber Mickey zieht es vor, die Sache auf sich beruhen zu lassen. Die Gruppe ist kurz davor, aufzugeben, als sie von Verena und ihrem Truck gerettet werden. |                                                                            |                                                               |                          |                                                |            |                 |
| 7 | Hab keine Angst, der Mensch zu sein, zu dem du geworden bist               | No tengas miedo de ser la persona en la que te has convertido | 12. Feb. 2021            | 8. Juni 2021                                   | Roger Gual | Albert Espinosa |
| Die Gruppe erreicht Ischia. Sie werden dort zu ihrer Überraschung bereits von Izan erwartet. Lucas fungiert als Vermittler und sie erzielen eine Einigung. Obwohl die Gruppe der Einigung misstraut, willigen sie ein. |                                                                            |                                                               |                          |                                                |            |                 |